# المعجزة الاقتصادية الألمانية

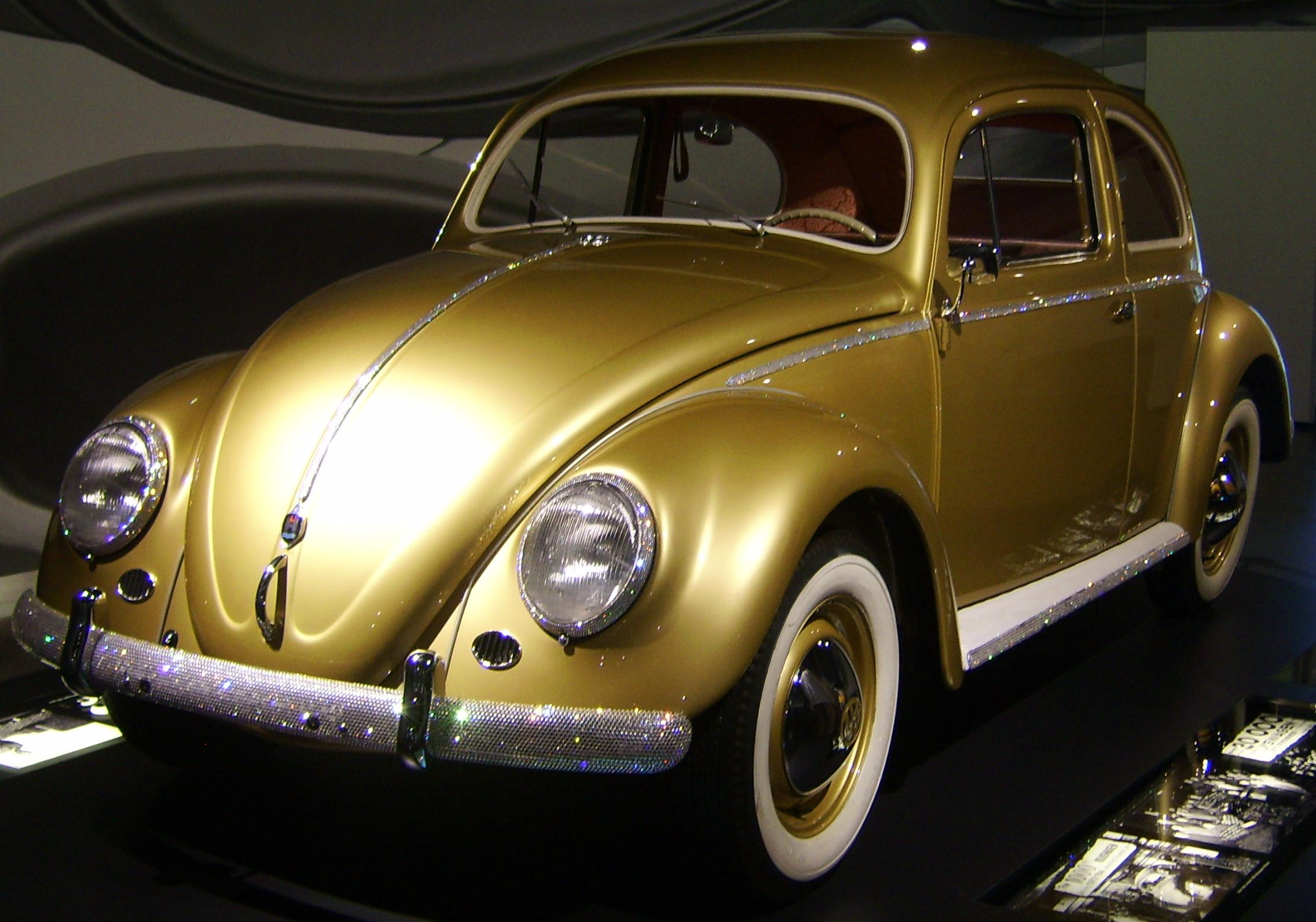
كانت سيارة الخنفساء علامة مميزة لإعادة البناء الذي حصل في ألمانيا الغربية. السيارة في الصورة صنعت لمرة واحدة احتفالاً بصناعة مليون سيارة خنفساء.

المعجزة الاقتصادية الألمانية (بالألمانية: Wirtschaftswunder) (تُلفظ بالألمانية: [ˈvɪʁt.ʃaftsˌvʊndɐ]  ( سماع) وهي مصطلح يستخدم لوصف إعادة الإعمار فائفة السرعة والتطور الذي حصل في اقتصاد ألمانيا الغربية والنمسا بعد الحرب العالمية الثانية وذلك باستعمال نوع من النيوليبرالية القائم على اقتصاد السوق الاجتماعي. تم استعمال المصطلح لأول مرة في صحيفة ذي تايمز عام 1950. بدأت هذه المرحلة باستبدال الرايخ مارك بالمارك الألماني (تم استعمال الشيلينغ على النحو ذاته في النمسا، فتم تحقيق مرحلة من التضخم المنخفض والنمو الاقتصادي المتسارع بإشراف الحكومة وبقيادة زعيم الحكومة الألمانية المستشار كونراد أديناور ووزير الاقتصاد في حكومته لودفيغ إيرهارت الذي دخل التاريخ بصفته «والد المعجزة الاقتصادية الألمانية». وقد أدت بعض الممارسات المجدية الخاصة بالعمالة في النمسا إلى فترة ازدهار اقتصادي مشابهة.

## اقتصاد السوق الاجتماعي

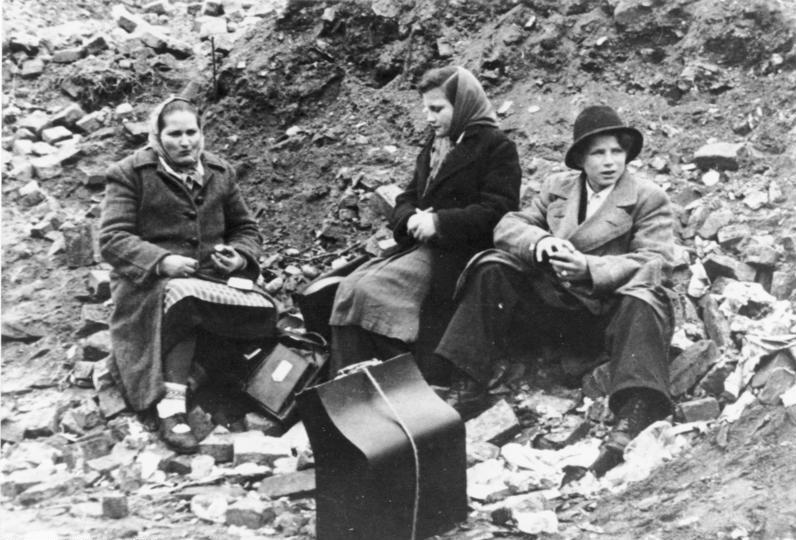
German refugees from the east in Berlin in 1945

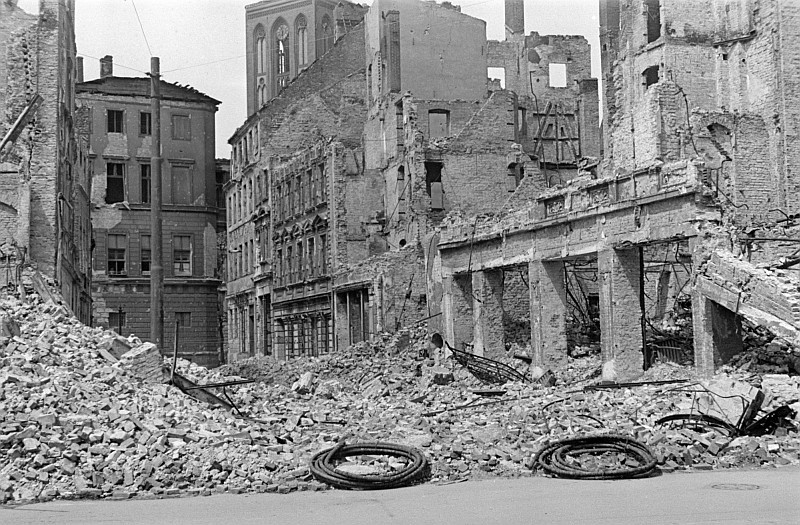
War damage in a German city in Saxony in 1945

اثر انتهاء الحرب العالمية الثانية سنة 1945، أسهمت سياسة حزب الاتحاد الديموقراطي المسيحي و التي ظهرت تحت رئاسة المستشار كونراد أديناور و التي تمثلت في المقولة «حزب شعب متعدد الطوائف، مضاد للاشتراكية».
كما يذكر أن الرايخ مارك لم تعد له أي قيمة إثر انتهاء الحرب، فوقع تعويضه بالمارك الألماني 21 يونيو 1948 في ثلاث مناطق للاحتلال الغربي (الولايات المتحدةالأمريكية، فرنسا وبريطانيا). هذا الإصلاح وقع إقراره من قبل خبراء ألمان من بينهم لودفيغ إيرهارت. يتلقى بموجبه كل ألماني ما قيمته 50 م.أ كمنحة أو بما أطلق عليه (Kopfgeld) في مرحلة أولى يليها تعويض كل 10 رايخ مارك بـ 1 مارك ألماني، مما أسهم في حذف 93% من الكتلة المالية المتداولة.
خطة إعادة تشكيل الأموال وقع إدارتها بشكل أساسي من قبل الولايات المتحدةالأمريكية، و قد أسهمت في الوحدة الاقتصادية و من الانضمام إلى ب.إ.أ (برنامج الانتعاش الأوروبي، أو برنامج التأهيل الاقتصادي) كما عرفت أيضا بمشروع مارشال.
بعد بضعة أيام على إعلان وثائق فرنكفورت. سمحت الوثيقة الأولى لـ 11 من قادة الولايات ألمانيا بإنشاء سلطة مركزية مناسبة للوحدة الألمانية فيما يتعلق بحقوق الإنسان الأساسية. الوثيقة الثانية تتعلق طلب تعديل الحدود الغربية. الوثيقة الثالثة تشدد على الحاجة إلى المبادئ الأساسية من أجل خلق وضع خاص بمناطق الاحتلال. وقد كانت هذه الوثائق تمثل ميلاد ج.ف.أ الجمهوية الفيدرالية الألمانية. تلاها إعادة تدريجية من الناحية الاقتصادية و الاجتماعية. سنة 1949 أصبح لودويج إرهارد وزيرا للاقتصاد و مسهما في صياغة مفهوم اقتصاد السوق الاجتماعي أو ما عبر عنه بـ (Soziale Marktwirtschaft).
أصبح مفهوم اقتصاد السوق الاجتماعي في بداية الخمسينات مرتكز سياسة ج.ف.أ الجمهوية الفيدرالية الألمانية و قد بدأت كفكرة بسيطة أساسها من حيث المفهوم وقع تعميمها بشكل تدرجي في الاقتصاد الألماني لتصبح أحد عناصر الاقتصاد الأساسية.
الاقتصاد الاجتماعي يقوم على الدمج بين نظامين. فهو يحافظ على بعض عناصر السوق الحر و يعمل في نفس الوقت من أجل اقتصاد أكثر مركزية.
و تتدخل الدولة كخيار ثالث بشكل قليلا أو كثيرا بحسب ما يتطلبه الأمر. فمفهوم اقتصاد السوق الاجتماعي يربط بين السوق الحرّة من جهة و بالتعويضات الاجتماعية.
و بالتالي فقد نتج عن هذه السياسة عديد النقاط الإيجابية لاقتصاد السوق كالحرية الاقتصادية و التقدم التقني مقرونا بالمركزية الاقتصادية كارتفاع مستوى العمالة و التغيرات المحدودة عند الطلب. في مقابل بعض السلبيات كإساءة استخدام حريّة السوق.
كما إن للدولة دور قوي، فهي تشترك في القرارات الاقتصادية من أجل المصلحة العامة و تشارك في التنظيمات الاجتماعية السياسية و الاقتصادية.
أساسيات النظام تقوم على التنسيق و خلق المنافسة مع القضاء على كل أشكال الاحتكار.
فالأساس الذي يقوم عليه يكمن في الجانب الشخصي: الشخص لا يعتبر مجرد فرد بل هو كذلك عنصر فاعل في المجتمع (كل شخص يتحمل مسؤولياته تجاه نفسه و تجاه الآخرين). فالدولة لا تقوم بتقديم المساعدة إلاّ في حال عجز الشخص عن تقديمها لنفسه (مبدأ التبعية).

## الثورة الصناعية
وقع إعادة إحياء الصناعة الألمانية بشكل سريع اثر انتهاء الحرب، و قد شملت عدّة مجالات من بينها صناعة السيارات، الكيمياء، الصناعات الميكانيكية و الإلكترونية...، و قد ساعدت سمعتها الطيبة التي اكتسبتها في السماح لها بالتصدير بشكل واسع رغم تكاليف التصنيع الباهضة.
كما أسهم التعليم المهني الممتاز في توفير فرص عمل للشباب لفترة طويلة.
و ساعد دخولها إلى التعاون الأوروبي (مثلا في مجال الطيران عبر شركة ايرباص) في الإبقاء على ألمانيا من بين أبرز الاقتصاديات العالمية.